# FC Gütersloh (2000)
Der FC Gütersloh (vollständiger Name: Fußball-Club Gütersloh e. V., kurz FCG) ist ein Fußballverein in Gütersloh mit 848 Mitgliedern. (Stand: 18. September 2023) Gegründet wurde der Verein am 23. Februar 2000 unter dem Namen FC Gütersloh 2000 als Nachfolger des ehemaligen Zweitligisten FC Gütersloh. Am 13. Juni 2017 wurde die auf das Gründungsjahr hinweisende Zahl aus dem Vereinsnamen gestrichen.
Die erste Mannschaft spielt seit dem Aufstieg im Jahre 2023 in der viertklassigen Regionalliga West. Im gleichen Jahr gewannen die Gütersloher den Westfalenpokal und qualifizierten sich erstmals für den DFB-Pokal. Die Heimspiele werden im derzeit 8400 Zuschauer fassenden Heidewaldstadion ausgetragen, welches durch Sponsorvertrag offiziell Ohlendorf Stadion im Heidewald genannt wird. Die Vereinsfarben sind grün-weiß-blau.
Im August 2011 sprach der TÜV Nord dem FC Gütersloh das Prüfsiegel nach der Norm DIN EN ISO 9001:2008 zu. Der FC Gütersloh ist damit der erste Fußballverein in Deutschland, der mit einer geprüften Qualität werben darf. Der FC Gütersloh hatte bis 2009 eine Abteilung für Frauen- und Mädchenfußball. Die erste Mannschaft spielte in der 2. Bundesliga Nord. Im Jahre 2009 spaltete sich die Abteilung vom Hauptverein ab und gründete mit dem FSV Gütersloh 2009 einen eigenständigen Verein.

## Geschichte

Strukturelle Entwicklung des FC Gütersloh

### Die Stammvereine
Der FC Gütersloh ist ein Produkt zahlreicher Vereinsfusionen und -abspaltungen. Im Jahre 1918 gründete sich mit der Sportvereinigung 1918 Gütersloh der älteste Stammverein. Am 9. Februar 1925 spaltete sich der Deutsche SC 1925 Gütersloh ab. Dieser fusionierte 1933 mit dem Verein Spiel und Sport 1923 Gütersloh, der bis 1923 die Fußballabteilung des am 7. September 1879 gegründeten Gütersloher Turnverein bildete, zum Sportverein Arminia Gütersloh. 
Ebenfalls 1923 gründete sich der Verein DJK Gütersloh, der sich erst in VfK Gütersloh umbenannte und 1935 dem Sportverein Arminia Gütersloh beitrat. Im August 1945 fusionierten die Sportvereinigung 1918 und der Sportverein Arminia zur Sportvereinigung Arminia Gütersloh. Größter sportlicher Erfolg vor dem Zweiten Weltkrieg war der Aufstieg in die damals erstklassige Bezirksliga Westfalen 1931. Nach nur einer Saison musste die Mannschaft die Liga als Tabellenletzter der Ostgruppe wieder verlassen.

### SV Arminia Gütersloh (1945 bis 1978)
| Saison            | Liga                | Level | Platz | Tore  | Punkte |
| ----------------- | ------------------- | ----- | ----- | ----- | ------ |
| 1967/68           | VL Westfalen, Gr. 1 | III   | 04.   | 43:42 | 33:27  |
| 1968/69           | VL Westfalen, Gr. 1 | III   | 04.   | 51:38 | 37:23  |
| 1969/70           | VL Westfalen, Gr. 1 | III   | 02.   | 74:31 | 43:17  |
| 1970/71           | VL Westfalen, Gr. 1 | III   | 01.   | 71:29 | 43:17  |
| 1971/72           | Regionalliga West   | II    | 09.   | 48:56 | 31:37  |
| 1972/73           | Regionalliga West   | II    | 16.   | 44:68 | 24:44  |
| 1973/74           | Regionalliga West   | II    | 13.   | 47:66 | 28:40  |
| 1974/75           | VL Westfalen, Gr. 1 | III   | 01.   | 66:38 | 46:22  |
| 1975/76           | VL Westfalen, Gr. 1 | III   | 05.   | 59:49 | 38:30  |
| 1976/77           | VL Westfalen, Gr. 1 | III   | 01.   | 68:44 | 46:22  |
| 1977/78           | VL Westfalen, Gr. 1 | III   | 09.   | 52:36 | 37:31  |
| VL = Verbandsliga |                     |       |       |       |        |

Die Mannschaft der SV Arminia Gütersloh wurde allgemein als die „Grünen“ bezeichnet und stand in enger Verbindung mit dem Verlag und Medienkonzern Bertelsmann, der vielen Spielern Arbeitsplätze bot. Im Jahre 1951 stieg die Mannschaft in die höchste westfälische Amateurliga auf und wurde in der Saison 1955/56 Staffelsieger. Damit gehörte die Arminia zu den Gründungsmitgliedern der Verbandsliga Westfalen, aus der sie nach der Saison 1962/63 absteigen mussten. Vier Jahre später gelang der Wiederaufstieg, womit auch der Zweikampf um die Vorherrschaft im Gütersloher Fußball mit der DJK begann, der vom Kicker als „Fußballkrieg“ bezeichnet wurde. In der Saison 1970/71 gelang der Aufstieg in die damals zweitklassige Regionalliga West, wo die „Grünen“ nicht über Mittelfeldpositionen bzw. Abstiegskampf hinauskamen.
Als Konsequenz wurde die Qualifikation für die im Jahre 1974 eingeführte 2. Bundesliga verpasst. In der folgenden Saison 1974/75 wurde die Aufstiegsrunde zur 2. Bundesliga im Endspiel um die Westfalenmeisterschaft gegen Westfalia Herne verpasst, nachdem die Gütersloher die Spiele mit 0:2 und 2:4 verloren. Zwei Jahre später scheiterten die Gütersloher in der Aufstiegsrunde an Bremerhaven 93 und dem 1. FC Bocholt. Als Neunter der Verbandsligasaison 1977/78 verpasste der SVA sportlich die Qualifikation für die neu geschaffene Oberliga Westfalen. Die Qualifikation brachte der Lokalrivale DJK ein, der wegen der besseren Tordifferenz den nötigen achten Platz erreichte.

### DJK Gütersloh (1953 bis 1978)
| Saison            | Liga                | Level | Platz | Tore  | Punkte |
| ----------------- | ------------------- | ----- | ----- | ----- | ------ |
| 1968/69           | VL Westfalen, Gr. 1 | III   | 01.   | 55:15 | 48:12  |
| 1969/70           | Regionalliga West   | II    | 10.   | 42:48 | 31:37  |
| 1970/71           | Regionalliga West   | II    | 08.   | 49:58 | 33:35  |
| 1971/72           | Regionalliga West   | II    | 13.   | 44:75 | 29:39  |
| 1972/73           | Regionalliga West   | II    | 09.   | 51:56 | 37:31  |
| 1973/74           | Regionalliga West   | II    | 09.   | 54:55 | 32:36  |
| 1974/75           | 2. Bundesliga Nord  | II    | 14.   | 57:63 | 32:44  |
| 1975/76           | 2. Bundesliga Nord  | II    | 19.   | 52:70 | 28:48  |
| 1976/77           | VL Westfalen, Gr. 1 | III   | 05.   | 55:50 | 38:30  |
| 1977/78           | VL Westfalen, Gr. 1 | III   | 08.   | 64:47 | 37:31  |
| VL = Verbandsliga |                     |       |       |       |        |

Im Jahre 1953 spalteten sich die Vereine DJK Blau-Weiß Gütersloh und DJK Gütersloh-Süd vom SVA Gütersloh ab. Beide Vereine gehörten dem katholischen Verband Deutsche Jugendkraft an. Beide Vereine spielten auf Kreisebene und fusionierten im Jahre 1963 zur DJK Gütersloh. Ein Jahr später begann der Möbelfabrikant Willy Stickling sein Engagement bei den „Blauen“, wie die Spieler der DJK genannt wurden. Zuvor bot sich Stickling dem Lokalrivalen SVA an, erhielt dort aber eine Abfuhr. Bereits im Jahre 1968 stieg die DJK, die von den Anhängern der Arminia als „Kirchenelf“ verspottet wurde, in die Verbandsliga auf.
Dort wurden die „Blauen“ in der Saison 1968/69 auf Anhieb Meister und stiegen in die Regionalliga auf. In der Regionalliga erreichten die „Blauen“ ebenfalls Mittelfeldpositionen und qualifizierten sich 1974 für die neu geschaffene 2. Bundesliga. Die Saison 1974/75 wurde auf Platz 14 abgeschlossen. Im Saisonverlauf gelang ein 3:2-Sieg über den späteren Meister Hannover 96. Ein Jahr später folgte als Vorletzter der Abstieg in die Verbandsliga Westfalen. In der Saison 1977/78 gelang dem finanziell angeschlagenen Verein schließlich als Achter die Qualifikation für die neu geschaffene Oberliga Westfalen.

### FC Gütersloh (1978 bis 2000)
| Saison                                              | Liga                | Level | Platz     | Tore      | Punkte    |
| --------------------------------------------------- | ------------------- | ----- | --------- | --------- | --------- |
| 1978/79                                             | OL Westfalen        | III   | 04.       | 65:41     | 44:24     |
| 1979/80                                             | OL Westfalen        | III   | 06.       | 53:40     | 35:33     |
| 1980/81                                             | OL Westfalen        | III   | 04.       | 64:44     | 43:25     |
| 1981/82                                             | OL Westfalen        | III   | 02.       | 79:47     | 50:30     |
| 1982/83                                             | OL Westfalen        | III   | 06.       | 66:52     | 36:32     |
| 1983/84                                             | OL Westfalen        | III   | 01.       | 66:41     | 51:17     |
| 1984/85                                             | OL Westfalen        | III   | 14.       | 42:49     | 30:38     |
| 1985/86                                             | OL Westfalen        | III   | 03.       | 58:43     | 40:24     |
| 1986/87                                             | OL Westfalen        | III   | 08.       | 36:37     | 30:30     |
| 1987/88                                             | OL Westfalen        | III   | 06.       | 48:38     | 35:25     |
| 1988/89                                             | OL Westfalen        | III   | 06.       | 45:42     | 31:29     |
| 1989/90                                             | OL Westfalen        | III   | 15.       | 30:45     | 26:34     |
| 1990/91                                             | VL Westfalen, Gr. 1 | IV    | 01.       | 56:25     | 43:17     |
| 1991/92                                             | OL Westfalen        | III   | 11.       | 38:43     | 25:35     |
| 1992/93                                             | OL Westfalen        | III   | 13.       | 42:47     | 29:39     |
| 1993/94                                             | OL Westfalen        | III   | 09.       | 45:44     | 28:32     |
| 1994/95                                             | OL Westfalen        | IV    | 01.       | 66:24     | 46:10     |
| 1995/96                                             | RL West/Südwest     | III   | 01.       | 80:36     | 77        |
| 1996/97                                             | 2. Bundesliga       | II    | 13.       | 43:51     | 42        |
| 1997/98                                             | 2. Bundesliga       | II    | 05.       | 43:26     | 55        |
| 1998/99                                             | 2. Bundesliga       | II    | 15.       | 39:58     | 37        |
| 1999/2000                                           | RL West/Südwest     | III   | Insolvenz | Insolvenz | Insolvenz |
| OL = Oberliga, VL = Verbandsliga, RL = Regionalliga |                     |       |           |           |           |

Am 12. Mai 1978 fusionierten die Fußballabteilungen von SVA und DJK Gütersloh zum FC Gütersloh. Der Zusammenschluss war eine Vernunftehe, da beide Seiten zur Einsicht gekommen waren, dass sie gemeinsam mehr für den Gütersloher Fußball erreichen konnten. Der neue Verein etablierte sich in der Spitzengruppe der Oberliga Westfalen und wurde 1982 Vizemeister. Ein Jahr später sorgten Querelen mit dem Fußball- und Leichtathletik-Verband Westfalen (FLVW) für Unruhe im Verein. Mit Unterstützung des Mäzen Heinz Steinkamp lockte der Verein Ex-Profis mit statutenwidrigen Gehältern. In erster Instanz wurde die Mannschaft in die Verbandsliga strafversetzt. Diese Entscheidung wurde erst in einen Punktabzug und schließlich in eine Geldstrafe abgeschwächt.
Sportlich wurde der FCG Meister, scheiterte aber in der Aufstiegsrunde zur 2. Bundesliga. 1990 musste die Mannschaft überraschend absteigen, schaffte aber den sofortigen Wiederaufstieg. Saison 1995 schaffte der FCG als Meister den Aufstieg in die Regionalliga und marschierte ein Jahr später sensationell in die 2. Bundesliga durch. In der Saison 1997/98 spielte der FCG lange um den Aufstieg in die Bundesliga mit und wurde schließlich Fünfter. Ein Jahr später stiegen die Gütersloher ab und mussten während der Regionalligasaison 1999/2000 Insolvenz anmelden. Insgesamt neun Millionen Mark Schulden drückten den Verein. Am 14. Februar 2000 wurde der Verein aufgelöst und die erste Männermannschaft wurde vom laufenden Spielbetrieb abgemeldet. Die weiteren Männer-, Frauen- und Jugendmannschaften konnten dagegen ihre Spiele ordentlich zu Ende bringen.

### Der heutige Verein (seit 2000)

#### Oberliga und NRW-Liga (2000 bis 2009)
| Saison  | Liga               | Level | Platz | Tore  | Punkte |
| ------- | ------------------ | ----- | ----- | ----- | ------ |
| 2000/01 | Oberliga Westfalen | IV    | 04.   | 79:43 | 63     |
| 2001/02 | Oberliga Westfalen | IV    | 09.   | 51:58 | 43     |
| 2002/03 | Oberliga Westfalen | IV    | 03.   | 77:39 | 69     |
| 2003/04 | Oberliga Westfalen | IV    | 08.   | 47:50 | 49     |
| 2004/05 | Oberliga Westfalen | IV    | 10.   | 47:49 | 44     |
| 2005/06 | Oberliga Westfalen | IV    | 03.   | 71:41 | 59     |
| 2006/07 | Oberliga Westfalen | IV    | 05.   | 56:38 | 60     |
| 2007/08 | Oberliga Westfalen | IV    | 10.   | 44:48 | 46     |
| 2008/09 | NRW-Liga           | V     | 17.   | 47:77 | 37     |

Drei Tage nach der Auflösung des FC Gütersloh wurde mit dem FC Gütersloh 2000 ein Nachfolgeverein gegründet, der mit dem insolventen alten Verein fusionierte. Das neue Präsidium fand eine Lücke in der Satzung des Westfälischen Fußball- und Leichtathletikverbandes. Zunächst scheiterte eine Eingruppierung in die Oberliga Westfalen, da der alte Verein noch Beitragsschulden bei der Verwaltungs-Berufsgenossenschaft hatte. Erst nachdem sich der FC Gütersloh 2000 bereit erklärte, die noch offenen Beiträge in Höhe von 900.000 Mark zu übernehmen, wurde der neue Vereine zur Saison 2000/01 der viertklassigen Oberliga Westfalen zugelassen. Diese Entscheidung wurde von Vertretern anderer Vereine heftig kritisiert.
Mit einer völlig neuen Mannschaft nahm der FCG den Spielbetrieb in der Oberliga auf, darunter mit Ralf Lewe und Dirk Konerding zwei Ex-Profis. 3500 Zuschauer sahen das erste Ligaspiel des FC Gütersloh 2000, welches die Hausherren mit 1:0 gegen Westfalia Herne gewannen. Die Mannschaft belegte weitestgehend Plätze in der oberen Tabellenhälfte. Die Spielzeiten 2002/03 und 2005/06 ragten dabei heraus, als die Mannschaft jeweils den dritten Platz belegte. Die Gütersloher wiesen allerdings 17 bzw. 20 Punkte Rückstand auf den jeweiligen Meister FC Schalke 04 Amateure bzw. Borussia Dortmund II auf. Zwischenzeitlich litt der Verein unter finanziellen Problemen. Die Zulassung zur Saison 2003/04 erhielt der Verein laut des FLVW-Fußballausschußvorsitzenden Siegfried Hirche „nur mit großen Bedenken und Bauchgrimmen“.
Im April 2007 sorgte der Verein bundesweit für Schlagzeilen, als er mit Hilfe einer Zeitungsannonce auf Spielersuche ging. Die Kandidaten durften allerdings keinen Vermittler haben, um so Honorare zu sparen. Zwischenzeitlich wurde der Verein von einer Steuernachforderung in sechsstelliger Höhe belastet. Als Tabellenzehnter qualifizierte sich der FC Gütersloh 2000 in der Saison 2007/08 für die neu geschaffene NRW-Liga, die die Oberligen Westfalen und Nordrhein ab 2008 ablösen sollte. Nach einem 2:0-Auftaktsieg über die Hammer Spvg war Gütersloh erster Tabellenführer der NRW-Liga. Schnell rutschte die Mannschaft jedoch in den Tabellenkeller hinab, da der Verein erneut in finanzielle Schwierigkeiten geriet und Spielergehälter erst verspätet zahlen konnte. Am Saisonende stiegen die mit rund 150.000 Euro verschuldeten Gütersloher in die sechstklassige Westfalenliga ab.

#### Von der Westfalenliga zurück in die Oberliga (2009 bis 2014)
| Saison  | Liga               | Level | Platz | Tore  | Punkte |
| ------- | ------------------ | ----- | ----- | ----- | ------ |
| 2009/10 | Westfalenliga 1    | VI    | 07.   | 58:44 | 54     |
| 2010/11 | Westfalenliga 1    | VI    | 04.   | 58:42 | 54     |
| 2011/12 | Westfalenliga 1    | VI    | 03.   | 77:23 | 75     |
| 2012/13 | Oberliga Westfalen | V     | 08.   | 46:48 | 46     |
| 2013/14 | Oberliga Westfalen | V     | 10.   | 48:55 | 45     |

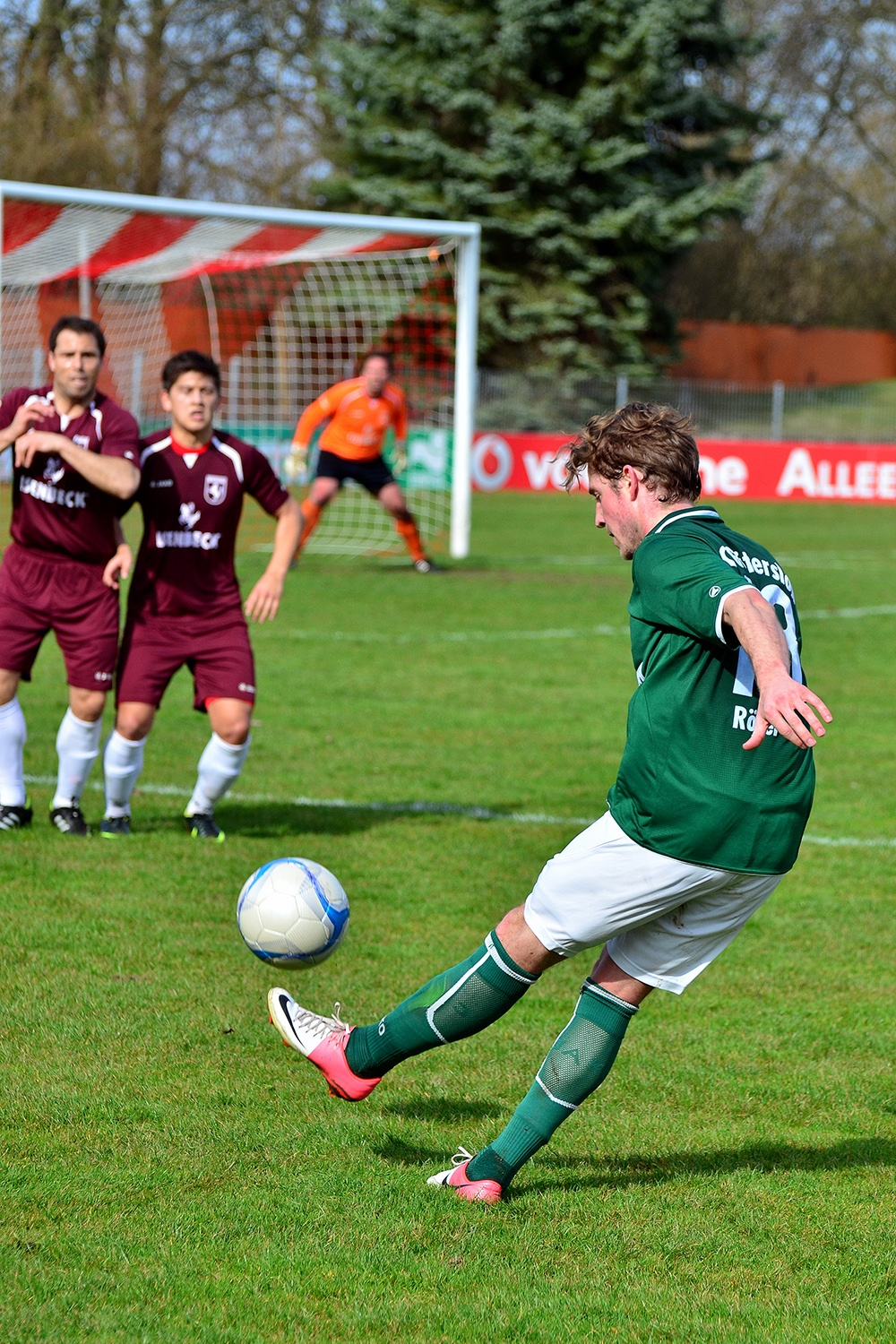
Der FCG beim Gastspiel in Hamm, 2013

Während der Saison 2009/10 verhandelte der Vorstand des SC Wiedenbrück 2000 mit dem des FC Gütersloh 2000 über eine Fusion der beiden Vereine. Hintergrund waren die möglichen Auflagen des Deutschen Fußball-Bundes für das Stadion bei einem Regionalligaaufstieg der Wiedenbrücker. Als Spielort war das Gütersloher Heidewaldstadion im Gespräch. Die Fusionsgespräche wurden jedoch von Wiedenbrücker Seite abgebrochen. Beide Vereine wollten schuldenfrei in die Fusion gehen, was von Gütersloher Seite nicht sichergestellt werden konnte, zumal eine Nachforderung in Höhe von 92.000 Euro der Deutschen Rentenversicherung auftauchte. 2012 qualifizierte sich der FCG 2000 als Tabellendritter für die wieder eingeführte Oberliga Westfalen.
Am 27. Oktober 2013 stellten die Gütersloher bei der 5:8-Niederlage gegen die SpVgg Erkenschwick den Oberligarekord für das torreichste Spiel ein. 13 Tore gab es zuvor in der Saison 1985/86 beim 7:6-Sieg der DJK Hellweg Lütgendortmund im Spiel gegen die Sportfreunde Siegen. Im Sommer 2014 tauchten aufgrund der prekären Finanzlage Gerüchte über einen freiwilligen Rückzug des Vereins in die Landes- oder Bezirksliga auf, die dann jedoch verworfen wurden. Im Juli 2014 wurde mit Andre Niermann ein neuer erster Vorsitzender gewählt. Niermann strebte zunächst eine Kooperation zwischen dem FC Gütersloh 2000, dem SC Wiedenbrück 2000 und dem SC Verl an, für sich auch der Gütersloher Landrat Sven-Georg Adenauer starkmachte. Die ersten Mannschaften sollten dabei in ein OWL-Team ausgegliedert werden, um in Zukunft höherklassigen Fußball in der Region sicherzustellen.

#### Finanzielle Krisenjahre (2014 bis 2017)
| Saison  | Liga               | Level | Platz | Tore  | Punkte |
| ------- | ------------------ | ----- | ----- | ----- | ------ |
| 2014/15 | Oberliga Westfalen | V     | 13.   | 37:51 | 35     |
| 2015/16 | Oberliga Westfalen | V     | 12.   | 52:61 | 42     |
| 2016/17 | Oberliga Westfalen | V     | 10.   | 53:55 | 43     |

Im September 2014 stellte die Minijob-Zentrale Bielefeld über die Deutsche Rentenversicherung Knappschaft-Bahn-See wegen nicht gezahlter Sozialversicherungsbeiträge in Höhe von 23.540 Euro einen Insolvenzantrag gegen den Verein. Für die ersten sieben Monate des Jahres wurden vom FC Gütersloh 2000 keine Beiträge abgeführt. Die drohende Insolvenz wurde im Oktober 2014 abgewendet. Kurz darauf trat Trainer Wortmann zurück, da ihm nach den vielen Gerüchten und Diskussionen um den Verein die Motivation fehlte. Als Nachfolger wurde mit Heiko Bonan ein ehemaliger Spieler des Vereins als Trainer präsentiert. Bonan führte die Mannschaft aus der Abstiegszone, bevor dem Verein wegen der verspätet gezahlten Sozialversicherungsbeiträge zur Strafe drei Punkte abgezogen wurden. Als Dreizehnter wurde der Klassenerhalt geschafft. Der Verein wurde weiterhin von finanziellen Schwierigkeiten geplagt. Im Herbst 2015 dachten die Gütersloher offen über einen freiwilligen Rückzug der Mannschaft aus der Oberliga zur Winterpause nach. Grund war eine Finanzierungslücke in Höhe von 70.000 Euro. Bei der Jahreshauptversammlung im Dezember 2015 wurde der Rückzug verworfen.
Am Saisonende gingen Ex-Trainer Bonan und verschiedene ehemalige Spieler wegen noch ausstehender Gehälter an die Öffentlichkeit und setzten den Verein weiter unter Druck. Im Dezember 2016 wurde durch den Präsidenten André Niermann bekannt gegeben, dass der Verein aufgrund einer Finanzierungslücke in Höhe von 50.000 – 60.000 Euro sowie einem erfolgreich erwirkten Pfändungsbeschluss über 15.000 Euro durch den ehemaligen Marketingbeauftragten des Vereins Philipp Frahmke, Insolvenz anmelden muss. Am 2. Januar 2017 stellte der 1. Vorsitzende André Niermann wegen drohender Zahlungsunfähigkeit beim Amtsgericht Bielefeld einen Antrag auf Eröffnung des Insolvenzverfahrens. Die zuständige Richterin setzte Dr. Reiner Eckert als vorläufigen Insolvenzverwalter ein. Für die Rettung des Vereins engagierten sich Heiner Kollmeyer (Ratsherr der Stadt Gütersloh), Hermann Korfmacher (Vorsitzender des Westdeutschen Fußballverbandes), sowie eine Fan-Initiative. Durch Spenden konnte die Insolvenz vorerst bis Ende Mai verzögert werden, bis am 10. Mai 2017 die Einstellung des Vereinsbetriebs und Liquidation zum Ende des Monats bekannt gegeben wurde. Am 26. Mai 2017 kam es zur überraschenden Wende. Die Rettungsinitiative um die Herren Kollmeyer, Korfmacher und Hans-Hermann Kirschner präsentierten neue Sponsoren, darunter die Hagedorn Unternehmensgruppe die den Spielbetrieb für die kommenden drei Jahre sicherstellen sollen. Der Insolvenzantrag wurde zurückgenommen.

#### Rückkehr zum alten Namen (2017 bis 2023)
| Saison | Liga               | Level | Platz | Tore              | Punkte            |
| --- | ------------------ | ----- | ----- | ----------------- | ----------------- |
| 2017/18 | Oberliga Westfalen | V     | 16.   | 24:64             | 21                |
| 2018/19 | Oberliga Westfalen | V     | 10.   | 48:61             | 44                |
| 2019/20 | Oberliga Westfalen | V     | 11.   | abgebrochen       | abgebrochen       |
| 2020/21 | Oberliga Westfalen | V     | 0–    | Saison annulliert | Saison annulliert |
| 2021/22 | Oberliga Westfalen | V     | 05.   | 29:12             | 39                |
| 2021/22 | Meisterrunde       | V     | 05.   | 43:25             | 51                |
| 2022/23 | OL Westfalen       | V     | 01.   | 67:38             | 72                |
| Saison 2019/20 wegen der COVID-19-Pandemie abgebrochen Saison 2020/21 wegen der andauernden Pandemie annulliert |                    |       |       |                   |                   |

Auf der Mitgliederversammlung am 13. Juni 2017 wurde ein neuer Vorstand gewählt und die Streichung der Jahreszahl 2000 aus dem Vereinsnamen beschlossen. Zu diesem Zeitpunkt war der Verein noch mit 109.000 Euro verschuldet. Die Saison 2017/18 beendete die Mannschaft auf Platz 16. Während der Jahreshauptversammlung des FC Gütersloh für das Jahr 2018 verkündete Hermann Korfmacher, der den Vorstand beratend unterstützt, dass der Verein den Zusammenschluss mit den „Futsal Freakz Gütersloh“ (FF Gütersloh) plane, der am 2. Juli 2018 vollzogen wurde. Das Geschäftsjahr schloss der Verein mit einem Plus von rund 63.000 Euro ab. Sportlich blieben die Gütersloher im Tabellenkeller der Oberliga. Ende Februar 2019 traten Trainer Dennis Brinkmann und sein Bruder und Sportlicher Leiter Tim Brinkmann zurück.
Unter dem Nachfolger auf der Trainerposition Julian Hesse wurde, nach einer furiosen Aufholjagd der Mannschaft, der Verein vor dem Abstieg bewahrt. Im Oktober 2019 wurde der Vertrag von Hesse vorzeitig bis zum Jahr 2022 verlängert, nachdem sich der Verein in der Spitzengruppe der Oberliga Westfalen befand. Für die Saison 2020/21 wurde der ehemalige Zweitligaprofi der Gütersloher und niederländische Nationalspieler Rob Reekers, der in der Spielzeit 2003/04 schon als Cheftrainer im Heidewald fungierte, neuer sportlicher Leiter. Die Gütersloher starteten mit acht Siegen und einem Unentschieden erfolgreich in die Saison 2020/21, ehe die Saison wegen der fortwährenden COVID-19-Pandemie unterbrochen werden musste. Im April 2021 wurde die Spielzeit vom westfälischen Verband annulliert.
In der Spielzeit 2021/22 qualifizierte sich der Verein nach einer Einfachrunde mit 20 Spieltagen für die Aufstiegsrunde der Oberliga Westfalen. Die Mannschaft hatte zu diesem Zeitpunkt sieben Punkte Rückstand auf den ersten Aufstiegsplatz und befand sich in der Spitzengruppe. In der Abschlussrunde holte man jedoch nur zwölf Punkte an neun Spieltagen, womit der Aufstieg um zehn Punkte verfehlt wurde. Ein Jahr später sicherte sich die Mannschaft am viertletzten Spieltag durch einen 2:0-Sieg über die Sportfreunde Lotte vorzeitig den Aufstieg in die Regionalliga West. Die Gütersloher krönten die Saison mit dem Gewinn der Meisterschaft durch einen 2:1-Sieg im Nachholspiel bei der zweiten Mannschaft von Preußen Münster. Darüber gewann die Mannschaft erstmals den Westfalenpokal nach einem 4:3 im Elfmeterschießen gegen die SpVgg Erkenschwick. Güterslohs Torwart Jarno Peters hielt dabei zwei Elfmeter.
→ Daten zum Westfalenpokalfinale 2023

#### Gegenwart (seit 2023)
| Saison  | Liga              | Level | Platz | Tore  | Punkte |
| ------- | ----------------- | ----- | ----- | ----- | ------ |
| 2023/24 | Regionalliga West | IV    | 13.   | 40:61 | 41     |
| 2024/25 | Regionalliga West | IV    | 02.   | 68:40 | 58     |

Die Gütersloher besiegten in der ersten Runde des Westfalenpokals 2023/24 den 1. FC Kaan-Marienborn mit 32:0, was gleichzeitig der höchste Sieg der Wettbewerbsgeschichte war. Grigorijs Degtjarevs erzielte alleine neun Tore gegen den Club aus der Kreisliga C. In der ersten Runde des DFB-Pokals 2023/24 unterlagen die Gütersloher hingegen vor 5259 Zuschauern Holstein Kiel mit 0:2, der am Ende der Saison in die 1. Bundesliga aufstieg. Die Regionalliga West-Saison 2023/24 beendeten die Gütersloher auf Tabellenplatz 13, womit sie den Klassenerhalt erreichten und bester Aufsteiger waren. 
→ Daten zum DFB-Pokalspiel gegen Holstein Kiel 2023
Im Januar 2025 wurde der Vertrag von Trainer Julian Hesse bis 2027 verlängert. Nach einem verpatzten Start in die Saison 2024/25 spielten sich die Gütersloher besonders in der Rückrunde nach oben und wurden schließlich Vizemeister hinter dem MSV Duisburg. Großen Anteil am Aufschwung hatte Patrik Twardzik, der mit 20 Treffern Torschützenkönig der Regionalliga West wurde. Durch die Vizemeisterschaft qualifizierte sich die Mannschaft für den DFB-Pokal 2025/26, wo die Gütersloher in der ersten Runde mit 0:5 gegen den Bundesligisten 1. FC Union Berlin ausschieden.
→ Daten zum DFB-Pokalspiel gegen den 1. FC Union Berlin 2025

## Erfolge und Statistiken

### Erfolge
| - Meister der Oberliga Westfalen 2023 - Aufstieg in die Regionalliga West: 2023 - Hallen-Stadtmeister: 2023 | - Teilnahme am DFB-Pokal: 2023/24, 2025/26 - Westfalenpokalsieger: 2023 - Kreispokalsieger: 2003, 2004, 2005, 2007, 2012, 2014, 2016, 2018, 2019 |

In der Ewigen Tabelle der Oberliga Westfalen belegt der FC Gütersloh mit 1586 Punkten aus 1064 Spielen den ersten Rang. Dabei sind die Leistungen des historischen FC Gütersloh mit berücksichtigt.

## Persönlichkeiten

### Kader Saison 2025/26
| 12 | Tim Matuschewsky | Deutschland |
| 13 | Jarno Peters     | Deutschland |
| 31 | Roman Schabbing  | Deutschland |

| 02 | Henri Bollmann  | Deutschland         |
| 17 | David Winke     | Deutschland Nigeria |
| 23 | Justus Henke    | Deutschland         |
| 33 | Fynn Arkenberg  | Deutschland         |
| 34 | Jannik Borgmann | Deutschland         |
| 36 | Leo Weichert    | Deutschland         |

| 05 | André Kording     | Deutschland         |
| 06 | Björn Rother      | Deutschland         |
| 07 | Jan-Lukas Liehr   | Deutschland         |
| 08 | Hannes John       | Deutschland         |
| 15 | Len Wilkesmann    | Deutschland         |
| 19 | Kevin Hoffmeier   | Deutschland         |
| 24 | Sandro Reyes      | Philippinen         |
| 27 | Aleksandar Kandić | Deutschland Serbien |
| 28 | Erik Lanfer       | Deutschland         |
| 30 | Paul-Joel Sauer   | Deutschland         |

| 09 | Paolo Maiella   | Deutschland Italien |
| 10 | Julius Langfeld | Deutschland         |
| 11 | Lennard Rolf    | Deutschland         |
| 18 | Patrik Twardzik | Tschechien          |
| 21 | Luis Frieling   | Deutschland         |
| 35 | Niklas Frese    | Deutschland         |

### Zu- und Abgänge der Saison 2025/26
| Zugänge | Abgänge |
| Sommer 2025 | Sommer 2025 |
| --- | --- |
| - Fynn Arkenberg (Hannover 96 II) - Niklas Frese (FC Schalke 04 II) - Kevin Hoffmeier (SV Rödinghausen) - Hannes John (1. FC Gievenbeck) - Julius Langfeld (SC Paderborn 07 II) - Jan-Lukas Liehr (SC Wiedenbrück) - Paolo Maiella (TSV Steinbach Haiger) - Paul-Joel Sauer (Chemnitzer FC) - Len Wilkesmann (ASC 09 Dortmund) | - Phil Beckhoff (SSV Jahn Regensburg) - Lars Beuckmann (Karriereende) - Allan Firmino Dantas (SV Rödinghausen) - Grigorijs Degtjarevs (Rot-Weiß Maaslingen) - Markus Esko (SC Herford) - Kevin Freiberger (Rot Weiss Ahlen) - Ilias Illig (SC Herford) - Julian Schauerte (Karriereende) - Philimon Tawiah (unbekannt) - Dimitrios Touratzidis (SC Wiedenbrück) - Nico Tübing (unbekannt) |

### Trainer und Funktionäre Saison 2025/26
| Funktion           | Name            | Funktion        | Name              |
| ------------------ | --------------- | --------------- | ----------------- |
| Cheftrainer        | Julian Hesse    | Teammanager     | Rene Harder       |
| Co-Trainer         | Matthias Haeder | Physiotherapeut | Florian Amelunxen |
| Co-Trainer         | André Kording   | Betreuer        | Michael Kuhr      |
| Torwarttrainer     | Patrick Richter | Betreuer        | Ralf Niehaus      |
| Sportlicher Leiter | Rob Reekers     | Betreuerin      | Annika Krause     |

### Ehemalige Spieler

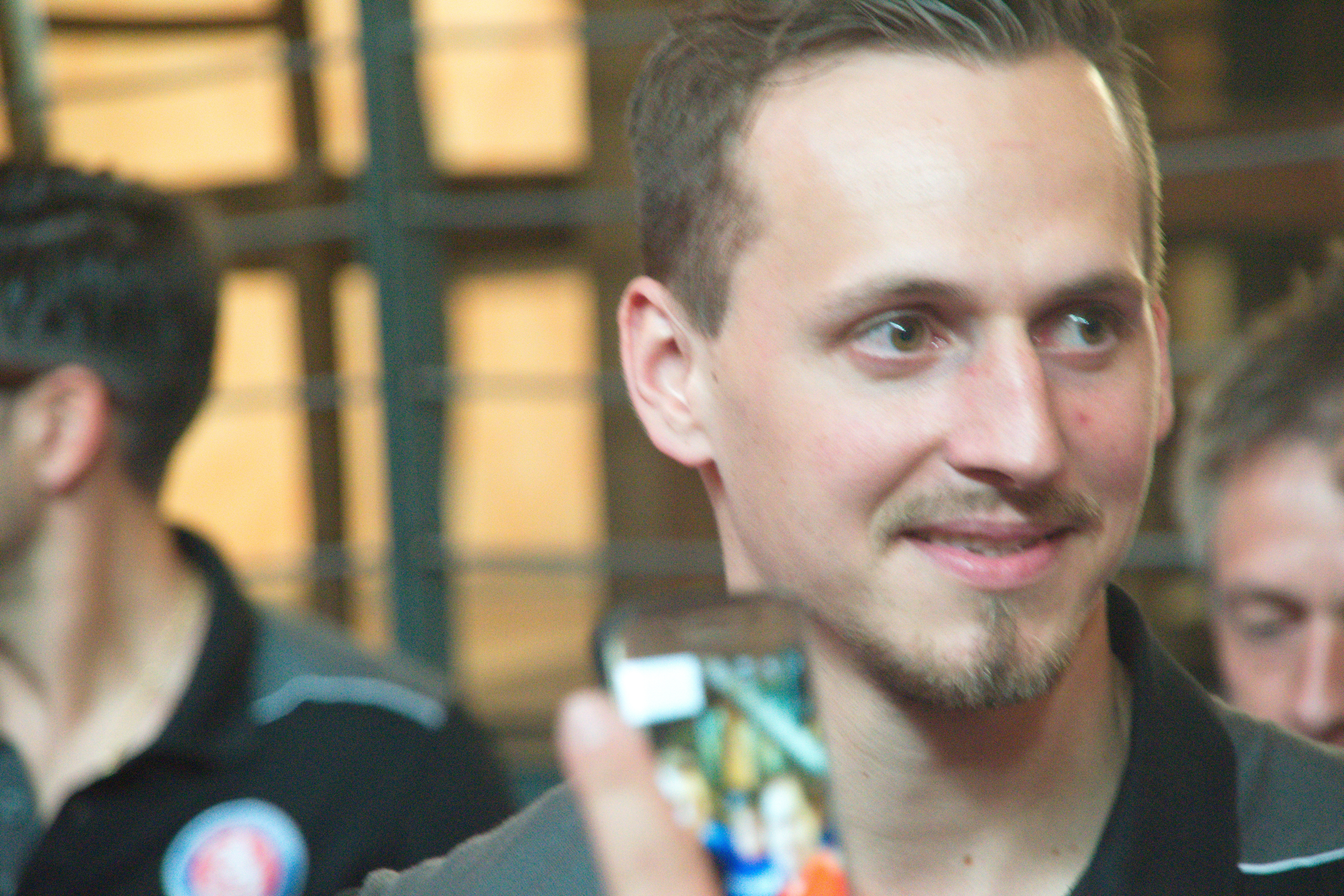
Tim Manstein

Für eine Liste aller Spieler, die ein Ligaspiel für den FC Gütersloh bestritten haben, siehe Liste der Spieler des FC Gütersloh (2000).
- Marco Antwerpen
- Alexander Bannink
- Phil Beckhoff
- Cyrille Bella
- Heiko Bonan
- Manuel Bölstler
- Muhammed Bulut
- Jonas Brammen
- Sören Brandy
- Guerino Capretti
- Manuel Eckel
- Steffen Enge
- Giancarlo Fiore
- Marcus Fischer
- Dirk Flock
- Kevin Freiberger
- Berkant Güner
- Matthias Haeder
- Pierre Hallé
- Sebastian Hille
- Michał Janicki
- Denis Kina
- Christian Knappmann
- Dirk Konerding
- Tomasz Kosztowniak
- Janis Kraus
- Alexander Kuschmann
- Ralf Lewe
- Tim Manstein
- Gianluca Marzullo
- Marinko Miletić
- Kurtulus Öztürk
- Eduard Probst
- Ulf Raschke
- Josip Rašić
- Sandro Reyes
- Mahir Savranlıoğlu
- Julian Schauerte
- Marcel Stutter
- Daniel Szczepankiewicz
- Mike Terranova
- Sebastian Tiszai
- Cholponbek Esenkul Uulu
- Dirk van der Ven

### Trainer
Seit der Neugründung beschäftigte der Verein 14 Trainer und drei Interimstrainer. Erster Trainer der Vereinsgeschichte war Georg Kreß. Unter den Trainern befanden sich zahlreiche ehemalige Profis wie Rob Reekers, Thomas Stratos, Dirk Flock, Fatmir Vata und Dennis Brinkmann. Der von Oktober 2014 bis Juni 2016 amtierende Heiko Bonan war DDR-Nationalspieler. Amtierender Trainer ist Julian Hesse, der seit dem 5. März 2019 im Amt ist und auch die längste Amtszeit aller FCG-Trainer aufweist. Unter Julian Hesse wurde der FC Gütersloh im Jahre 2023 Meister der Oberliga Westfalen und Westfalenpokalsieger.

## Weitere Mannschaften

### Zweite und dritte Mannschaft
Seine erfolgreichste Zeit hatte die zweite Mannschaft des FC Gütersloh 2000 in den Jahren von 2000 bis 2002 sowie von 2006 bis 2010, als die Gütersloher Reserve in der Bezirksliga antrat. Nach zwei Abstiegen in Folge war die Kreisliga B seit 2012 die sportliche Heimat, ehe es zwei Jahre später in die unterste Spielklasse hinabging. Nach dem Ende der Saison 2013/14 wurde die zweite Mannschaft aus Kostengründen abgemeldet. Zur Saison 2015/16 meldete der FC Gütersloh 2000 wieder eine 2. Mannschaft, die in der Kreisliga C startete. Der Großteil der neuen Mannschaft spielte noch in der Saison 2014/15 als 2. Mannschaft des FC Isselhorst in der Kreisliga B und wechselte geschlossen inklusive des Trainerteams zum FCG. Den anvisierten Aufstieg in Kreisliga B verpasste die Mannschaft jedoch. In der Saison 2016/17 gelang schließlich der Aufstieg in die Kreisliga B, und zwei Jahre später in die Kreisliga A. Im Jahr 2023 gelang der vom ehemaligen FCG-Spieler Dirk van der Ven trainierten zweiten Mannschaft als Meister der Kreisliga A der Aufstieg in die Bezirksliga.
Die dritte Mannschaft des FC Gütersloh entstand aus der Anhängerschaft des Vereins. In der Saison 2018/19 stieg die Mannschaft in die Kreisliga B auf.

### Nachwuchsmannschaften
Im Nachwuchsbereich treten in der Saison 2024/25 die A-, C- und D-Junioren in der Bezirksliga an. Alle anderen Mannschaften spielen auf Kreisebene.
Der in der Jugend des FC Gütersloh ausgebildete Onel Hernández wurde zum kubanischen Nationalspieler. Der ebenfalls beim FC Gütersloh ausgebildete Maximilian Oesterhelweg wurde zum Zweitligaspieler, während es Max Gottwald und Anton Heinz in die 3. Liga schafften.

### Futsal
Am 2. Juli 2018 traten die Futsal Freunde Gütersloh dem FC Gütersloh bei. Der bislang eigenständige Verein wurde im Jahre 2014 als Futsal Freakz Gütersloh gegründet. Im Jahre 2017 erreichte das Team das Endspiel um den Westdeutschen Futsalpokal, welches mit 6:7 gegen den MCH Futsal Club Sennestadt verloren wurde. Seit der Saison 2019/20 tritt die Mannschaft unter dem Namen FC Gütersloh Futsal Cowboys an und startete in der Westfalenliga. In der Saison 2021/22 wurden die von Darko Juric trainierten Futsal Cowboys Meister der Westfalenliga und schafften damit den Aufstieg in die zweitklassige Regionalliga West. Daraufhin übernahmen der ehemalige deutsche Nationalspieler Sandro Jurado García und der ehemalige Bundesligaspieler Cendrim Jashari als gemeinsame Spielertrainer das Team.
Die 2018 gegründete Frauenmannschaft gewann noch im Gründungsjahr durch einen 2:1-Finalsieg über Futsalicious Essen den Westdeutschen Pokal der Frauen. In der Saison 2018/19 traten die Gütersloherinnen in der Futsalliga West an. Danach stellte der Verein keine Mannschaft mehr.

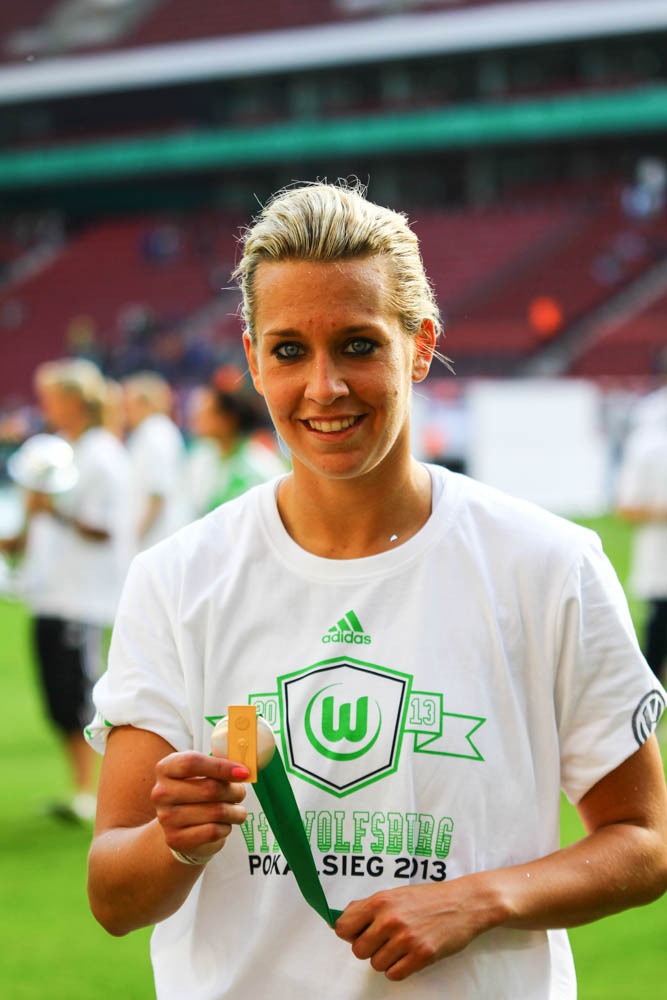
Lena Goeßling spielte von 2003 bis 2006 für den FCG

### Frauen- und Mädchenfußball
Im Jahre 1984 wurde beim FC Gütersloh eine Frauenmannschaft gegründet. 2001 stieg die Mannschaft in die damals zweitklassige Regionalliga West auf und wurde zwei Jahre später Meister dieser Klasse. In der Aufstiegsrunde zur Bundesliga belegte die Mannschaft allerdings den letzten Platz. Ein Jahr später qualifizierte sich das Team für die neu eingeführte 2. Bundesliga. Der größte Erfolg der Abteilung war der Gewinn der deutschen Meisterschaft der B-Juniorinnen im Jahre 2002 durch einen 2:1-Sieg beim FCR 2001 Duisburg. Darüber hinaus wurden die Gütersloherinnen in den Jahren 2003, 2005, 2013 und 2016 jeweils deutscher Vizemeister.
Um sich besser vermarkten zu können, gründete die Abteilung im Frühjahr 2009 mit dem FSV Gütersloh 2009 einen eigenständigen Verein. Durch die Zustimmung zur Abspaltung durch den Hauptverein konnte der FSV 2009 den Platz in der 2. Bundesliga Nord übernehmen. Drei Jahre nach der Abspaltung gelang der Aufstieg in die Bundesliga, dem der direkte Wiederabstieg folgte. Seit April 2024 verhandelt der FSV Gütersloh 2009 mit dem FC Gütersloh über eine Verschmelzung zur Saison 2025/26. Im Januar 2025 gaben die Vereine bekannt, dass die Verschmelzung zur Saison 2025/26 nicht weiterverfolgt wird, da der FSV über ein negatives Eigenkapital in Höhe von 40.000 Euro verfügt.
Mit Kristina Gessat stellte der FSV im Jahre 2010 eine U-20-Weltmeisterin. Darüber hinaus brachte der Verein mit Maxine Birker, Stephanie Bunte, Stephanie Goddard, Deniz Harbert, Annabel Jäger, Anna Laue, Desirée Lenz, Katrin Posdorfer, Lisa-Marie Scholz und Maren Wallenhorst zahlreiche spätere Bundesligaspielerinnen hervor.

## Umfeld

### Stadion

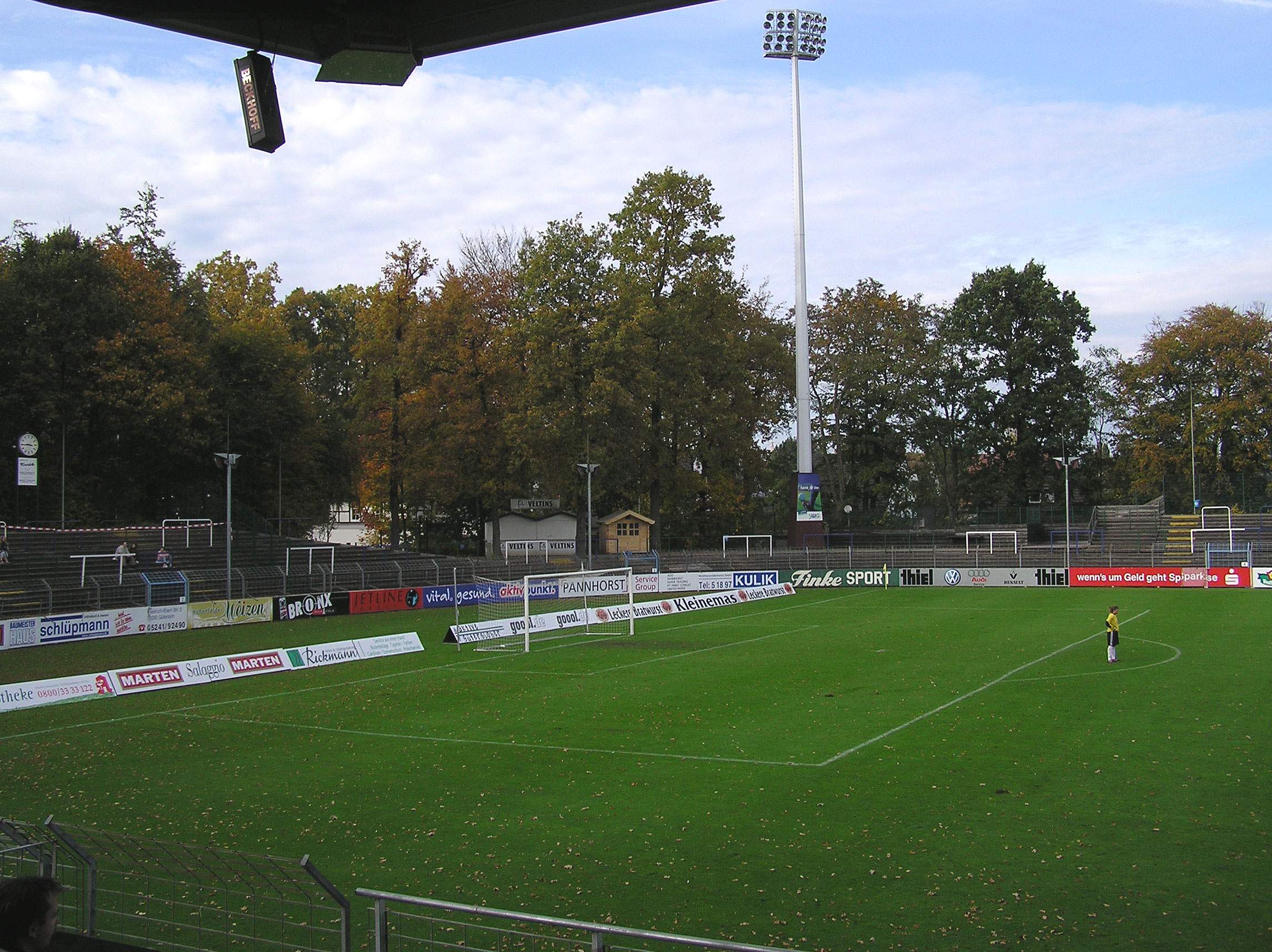
Heidewaldstadion, von der Sitzplatztribüne aus aufgenommen

Heimspielstätte des FC Gütersloh ist das Heidewaldstadion im Stadtteil Sundern. Das Stadion wurde im Jahre 1933 eröffnet und hieß bis 1945 Adolf-Hitler-Kampfbahn. Im Jahre 1972 wurde das Stadion für zwei Millionen Mark in ein reines Fußballstadion mit 15.000 Plätzen umgebaut. Die letzte Renovierung fand im Jahre 1997 statt. Heute liegt das Fassungsvermögen bei 8400 Plätzen. Die Haupttribüne bietet 1150 überdachte Sitzplätze. Bereits die FCG-Vorgänger SVA, DJK und der historische FC Gütersloh nutzten das Stadion ebenso wie der Frauenfußballverein FSV Gütersloh 2009.
Im August 2017 verkaufte der Verein die Namensrechte an die Firma Energieversum, ein in Gütersloh ansässiges Unternehmen aus der Photovoltaik. Der Vertrag lief über zwei Jahre von 2017 bis 2019. In dieser Zeit wurde das Stadion Energieversum Stadion im Heidewald genannt. Ende Juli 2020 erwarb die Ohlendorf Gruppe als langjähriger Werbepartner aus dem Stahlgroßhandel die Namensrechte des Stadions. Seitdem trägt das Stadion offiziell den Namen Ohlendorf Stadion im Heidewald.
Sowohl die Reservemannschaften als auch die Nachwuchsteams trainieren und spielen im Sportzentrum Süd im Stadtteil Kattenstroth. Es gibt Planungen, am Sportzentrum Süd ein Jugendförderzentrum zu errichten, das sich an Nachwuchsleistungszentren orientiert.

### Fans
Der FC Gütersloh verfügt über mehrere Fanclubs. Den höchsten Zuschauerschnitt verzeichnete der Verein in seiner ersten Saison 2000/01, als durchschnittlich 1703 Zuschauer die Spiele der Gütersloher sahen. In der Saison 2015/16 wurde mit 331 der niedrigste Zuschauerschnitt erzielt. Seitdem der Verein im Jahre 2017 kurz vor der Auflösung stand stiegen die Zuschauerzahlen wieder an und auch auswärts wird die Mannschaft von immer mehr Anhängern begleitet. Rivalitäten bestehen zum SC Verl, dem SC Wiedenbrück, Rot Weiss Ahlen und dem SV Lippstadt 08.

### Logohistorie

SV Arminia Gütersloh
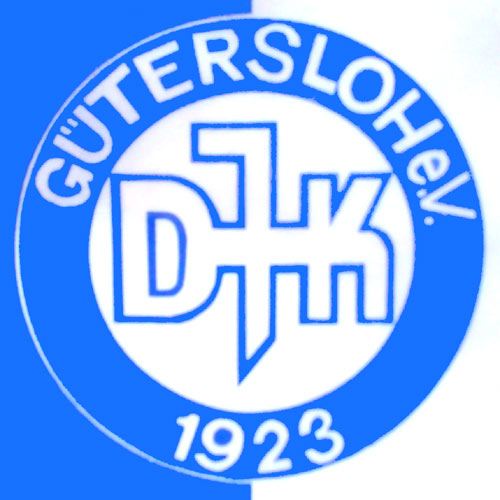
DJK Gütersloh
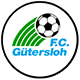
FC Gütersloh (1978–2000)
FC Gütersloh 2000 (bis August 2010)
FC Gütersloh (seit August 2010)